# Ilha da Cova da Moura
 Ilha da Cova da Moura  (2010) é um documentário português de longa-metragem de Rui Simões, «cineasta de causas», que retrata aspectos da vida dos habitantes do bairro periférico da cidade da Amadora, perto de Lisboa, a Cova da Moura, em grande parte habitado por imigrantes de Cabo Verde.    
Estreia a 13 de Maio de 2010, em Lisboa e Alfragide, nos cinemas Cinema City Classic Alvalade e no Cinema City Alegro Alfragide.

## Sinopse
«Na área da Grande Lisboa, o nome de Cova da Moura nunca foi sinónimo de bem-estar, educação ou prosperidade. Pelo contrário, esteve sempre associado à ideia de violência, insegurança, perigo, ou, na melhor das hipóteses, de falta de instrução ou simplesmente pobreza. Este filme segue o quotidiano deste bairro, descobrindo nele reflexos de Cabo Verde e procurando os modos como a exclusão social se combate ou perpetua nas vidas dos seus moradores (cit. sinopse do produtor)».

## Ficha Técnica
- Argumento – Rui Simões (cineasta)
- Realizador – Rui Simões
- Fotografia – Ricardo Filiage
- Assistente de Realização - Nathalie Mansoux
- Som – João Eleutério e Paulo Abelho
- Montagem – Márcia Costa
- Duração – 81’
- Participantes – Aníbal Capelas da Cunha, Anilda Rosário, António Carvalho, Bela Medina
- Produção – Real Ficção
- Formato – Vídeo digital Betacam, cores
- Antestreia – 28 de Abril 2010, no Indie Lisboa}}